# Auxiliaires du sacerdoce
Les auxiliaires du sacerdoce sont une congrégation religieuse féminine de spiritualité ignatienne et de droit diocésain. Elles font partie de la famille ignatienne. 

## Histoire
La nuit de Noël 1911, Marie Galliod (1886-1935) a l'intuition d'aider les prêtres par la prière et le travail. Après un temps de formation à la vie religieuse au noviciat du monastère de la Visitation de Paray-le-Monial. La communauté est fondée le 21 décembre 1923 par Marie Galliod, en religion Mère Marie Magdeleine de la Croix, et reconnue par Hyacinthe-Jean Chassagnon, évêque d’Autun sous le nom de petites auxiliaires du Cœur de Jésus. Elles sont ensuite approuvées le 23 octobre 1926 par Rome sous le nom de petites auxiliaires du Clergé.
La deuxième maison est ouverte en 1923 à Saint-Germain-du-Plain puis Chalon-sur-Saône en 1929 et Mâcon en 1936. En 1929, la fondatrice fait construire la maison-mère à Paray-le-Monial, avec une chapelle dédiée au Christ-Prêtre. En 1958, elles partent pour le Tchad puis le Brésil en 1962. La congrégation prend son  nom actuel en 1983.

## Activités et diffusion
Les sœurs peuvent travailler en milieu non confessionnel (ingénieur, infirmière, institutrice, etc...) ou pour l'Église (catéchisme, aumônerie de prison, pastoral).
Elles sont présentes en France et au Brésil.